# Бычек, Константин Романович
Константи́н Рома́нович Бы́чек (укр. Костянтин Романович Бичек; род. 21 апреля 2000, Белая Церковь, Киевская область) — украинский футболист, полузащитник клуба «Оболонь».

## Биография
В ДЮФЛУ выступал за ирпенскую ДЮСШ, КДЮСШ (Счастливое) и кропивницкую «Звезду», всего проведя за эти команды 68 матчей, у которых отличился 10 голами.
В 2017 году стал игроком донецкого «Олимпика», в составе которого выступал в юношеском и молодёжном чемпионатах Украины.
Во время зимнего перерыва в сезоне 2018/19 перешел во львовские «Карпаты», играя сначала за юношескую и молодёжную команды львовян, а со следующего сезона — исключительно за «молодёжку». После вылета «Карпат» из Премьер-лиги переведен в первую команду. В футболке львовского клуба дебютировал 20 марта 2021 в проигранном (2:4) выездном поединке 13-го тура группы А Второй лиги Украины против винницкой «Нивы». Константин вышел на поле в стартовом составе и отыграл весь матч. Первым голом во взрослом футболе отличился 14 апреля 2021 на 86-й минуте проигранного (1:3) домашнего поединка 17-го тура группы А Второй лиги Украины против галицких «Карпат». Бычек вышел на поле в стартовом составе и отыграл весь матч. В сезоне 2020/21 годов сыграл 11 матчей во Второй лиге Украины, в которых отличился 3-мя голами.
В конце июля 2021 свободным агентом перебрался в тернопольскую «Ниву». В составе тернополян дебютировал 1 августа 2021 в проигранном (0:1) выездном поединке 2-го тура Первой лиги Украины против криворожского «Кривбасса». Константин вышел на поле на 73-й минуте, заменив Игоря Гаталу. Дебютным голом в Первой лиге отличился 23 августа 2021 на 19-й минуте победного (2:1) выездного поединка 5-го тура против кременчугского «Кременя». Бычек вышел на поле в стартовом составе, а на 75-й минуте его заменил Сергей Кисленко.
15 августа 2022 года перешёл к харьковскому «Металлисту 1925». Сумма трансфера игрока по договоренности команд не разглашается.